# アンスヴァルト (水上機母艦)
アンスヴァルト（ドイツ語: Answald）はドイツ海軍初の水上機母艦で、また水雷艇母艦も兼ねていた。前身は1909年進水のハンブルク・ブレマー・アフリカ汽船の貨客船。

## 艦歴
1914年にダンチヒにて改装工事が行われ、船橋前部と後甲板に水上機各1機収容の格納庫が設けられた。加えて、格納庫上に1機、船内に分解して3機搭載可能であった。搭載機はフリードリッヒスハーフェン水上機（FF29からFF64まで）であった。第一次世界大戦に参加し、戦後はイギリス商船ヴァルカン・シティとなった。1933年に解体された。

## 要目
- トン数　5401総トン
- 排水量　13200トン（満載）
- 機関　レシプロ2基、2800馬力、2軸
- 速力　11ノット
- 兵装　8.8cm高角砲2門